# Joely Fisher
Joely Fisher (ur. 29 października 1967 w Burbank, Kalifornia) – amerykańska aktorka najlepiej znana z pracy w telewizji, ale również na scenie i w filmie. Nominowana do Złotego Globu.

## Życiorys
Urodziła się 29 października 1967 w Burbank jako córka piosenkarza pochodzenia żydowskiego Eddiego Fishera i aktorki Connie Stevens. Jej młodsza siostra Tricia Leigh Fisher również jest aktorką. Ma przyrodnią siostrę, aktorkę Carrie Fisher i przyrodniego brata Todda Fishera z poprzedniego małżeństwa jej ojca z aktorką Debbie Reynolds. Jej rodzice rozwiedli się, kiedy miała dwa lata; wychowywała ją matka.
Joely zaczęła występować na scenie w wieku siedmiu lat, razem ze swoją matką w Las Vegas. Ona i Tricia podróżowały po świecie z Connie, uczęszczając do wielu różnych szkół. Chodziły do liceum Beverly Hills, później Joely poszła na jeden semestr na Uniwersytet Paryski. Podczas wyjazdu do Paryża, zatrzymała się w Nowym Jorku, gdzie odwiedziła bez uprzedzenia swojego ojca i odnowiła z nim kontakt. Zamieniła Paryż na Boston i zaczęła uczęszczać do Emerson College, jednak zrezygnowała z niego przed ukończeniem nauki, by zacząć swoją karierę aktorską.
Jako dziecko sławnych osób, została uznaną Miss Złotych Globów na rozdaniu nagród Złotych Globów w 1992 roku.

### Kariera
Jej debiutem filmowym była rola Averil w Ładna mądrala z 1986 roku; Tricia grała w tym filmie główną rolę. Następnie Joely, obok Danielle Ferland, zagrała Kris w telewizyjnym dramacie CBS Schoolbreak Special z 1991 roku. Jej następna rola w Potyczkach z Jeannie otworzyła jej drogę do większych ról; duży wpływ miał na to występujący w tym filmie Nick Nolte.
W 1994 roku zagrała swoją sztandarową rolę – próżną i niewrażliwą Paige Clark w sitcomie Ellen. Grała swoją rolę do czasu, gdy w 1998 roku seria się skończyła. Tego samego roku otrzymała nominację do Złotego Globu.
W 1999 roku zagrała w filmie Inspektor Gadżet razem z Matthew Broderickiem. Od 2003 do 2005 roku występowała w serialu telewizyjnym Szczęśliwa karta, gdzie wcieliła się w oficera śledczego Zoe Busiek. Następnie zagrała Ninę Fletcher – złośliwą przełożoną Lynette Scavo w serialu Gotowe na wszystko. Od 2006 roku grała u boku aktorka Brada Garretta jako Joy Stark w sitcomie telewizji Fox Dopóki śmierć nas nie rozłączy.

## Życie prywatne
31 grudnia 1996 roku wyszła za mąż za operatora filmowego Christophera Duddy’ego. Mają dwie córki: Skylar Grace (ur. 14 czerwca 2001 roku) i True Harlow (ur. 2 lutego 2006 roku). We wrześniu 2006 para adoptowała dziewczynkę, którą nazwali Olivia Luna Fisher-Duddy. Joely jest również macochą dwóch synów Duddy’ego: Camerona i Collina.
Na jesieni 2008 roku stała się ambasadorką artystów w międzynarodowej organizacji Save the Children. Podróżuje do Xai-Xai w Mozambiku, odwiedzając dzieci sponsorowane przez organizację.

## Filmografia
- 1987: Ładna mądrala (Pretty Smart) jako Averil
- 1990: Dzieciaki, kłopoty i my (Growing Pains) jako Sally Garner
- 1991: CBS Schoolbreak Special jako Kris Stone
- 1991: Blossom jako Bambi
- 1993: The Golden Palace jako Paula Webb
- 1994–1998: Ellen jako Paige Clarke
- 1994: Potyczki z Jeannie (I'll Do Anything) jako kobieta D
- 1994: Wariackie święta (Mixed Nuts) jako Susan
- 1994: Towarzysz (The Companion) jako Stacy
- 1994: Maska (The Mask) jako Maggie
- 1996–1998: Superman (Superman: The Animated Series) jako Lana Lang (głos)
- 1996: Po tamtej stronie (The Outer Limits) jako Amy
- 1996: Karolina w mieście (Caroline in the City) jako Jill
- 1997: Dzieciaki do wzięcia (Family Plan) jako Lauren Osborne
- 1997: Jitters jako Rita Domino
- 1997: Świat pana trenera (Coach) jako Paige Clark
- 1997: Grace w opałach (Grace Under Fire) jako Paige Clark
- 1997: The Drew Carey Show jako Paige Clark
- 1997: Plon kłamstwa (Seduction in a Small Town) jako Sandy Barlow
- 1998: Pragnienie (Thirst) jako Susan Miller
- 1998: Ofiara doskonała (Perfect Prey) jako Elizabeth Crane
- 1998: Icebergs: The Secret Life of a Refrigerator
- 1998: In the Loop
- 1999: Inspektor Gadżet (Inspector Gadget) jako Brenda Bradford
- 1999: Porwanie w raju (Kidnapped in Paradise) jako Beth Emerson
- 1999: Zepsujmy tacie dzień (Coming Unglued) jako Laura Hartwood
- 1999: Love American Style jako Jeannie
- 2000: Normal, Ohio jako Pamela Theresa Gamble-Miller
- 2000: Grosse Pointe jako Hope Lustig
- 2000: Nostradamus – szósty porządek jako Lucy Hudson
- 2001: Danny jako Molly
- 2002–2003: Baby Bob jako Lizzy Collins Spencer
- 2003–2005: Szczęśliwa karta (Wild Card) jako Zoe Busiek
- 2005: Slingshot jako Emma
- 2005: Fertile Ground jako dr Jamie Novak
- 2005: Gotowe na wszystko (Desperate Housewives) jako Nina Fletcher
- 2006–2010: Dopóki śmierć nas nie rozłączy (Til Death) jako Joy Stark
- 2007: Murdering Mama’s Boy jako Claire
- 2007: Klub Dzikich Kotek (Cougar Club) jako Lulu
- 2009: Ty (You) jako Kimberly